# 584
Cette page concerne l'année 584  du calendrier julien. Pour l'année 584 av. J.-C., voir 584 av. J.-C.
L'année 584 est une année bissextile qui commence un samedi.

## Événements

### Asie
- Printemps-été : ambassade Byzantine en Perse. Le général byzantin Jean Mystacon est remplacé par Philippicus, beau-frère de l'empereur Maurice, nommé commandant des troupes d'Orient ; il recrute des troupes et fortifie Monocarton[1].
- Automne : le général byzantin Philippicus ravage par les plaines de Beth Arabaye près de Nisibe[1].

- Le jeune Mahomet, âgé de 14 ans, participe avec ses oncles aux combats de la guerre al-Fijâr, conflit opposant les Koraïchites aux bédouins Hawâzin (580-585)[2].

### Europe
- Printemps : 

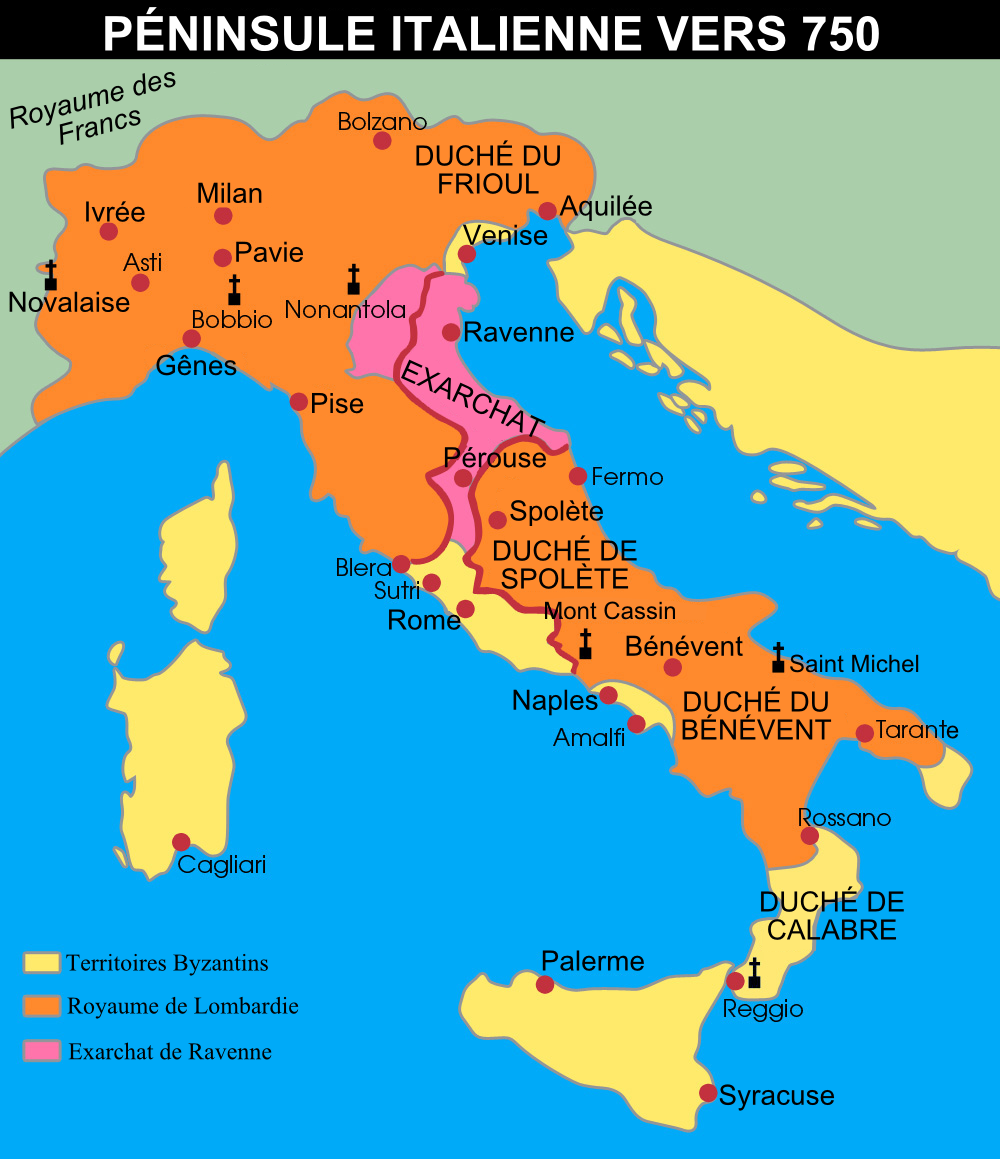
L'Italie byzantine et lombarde

  - Gontran restitue à son neveu Childebert II la partie austrasienne du territoire de Marseille, et les deux hommes renouent une alliance. Chilpéric, qui craint une attaque combinée se réfugie à Cambrai avec son trésor et fait réparer les murs de ses villes. Childebert II étant occupé en Italie Chilpéric regagne Paris[3].
  - Expédition de Childebert II contre les Lombards en Italie, financée par l'empire byzantin[4]. Les ducs lombards se soumettent et Childebert se retire[3].
  - Seconde ambassade byzantine du sénateur Elpidius auprès de Bayan ; il conclut la paix avec les Avars[1].

- Été : les Avars de Bayan sont battus et chassés par Comentiolus près de la rivière Erginia après s'être avancés jusqu'au Long Mur de Thrace[1].

- 1er septembre : Rigunthe, fille de Chilpéric et de Frédégonde, part épouser le prince wisigoth Récarède Ier[3]. Elle quitte Paris avec un immense trésor. Au premier arrêt en dehors de la ville, une partie de son escorte disparaît en emportant tout ce qu’elle peut voler. À Toulouse, le duc Didier, dès qu’il apprend l’assassinat du roi Chilpéric, s’empare du reste. La princesse est renvoyée, dépouillée, à sa mère.

- Septembre : Chilpéric est assassiné pendant une partie de chasse près de Chelles[3], peut-être à l’instigation de Brunehilde. Frédégonde se réfugie dans la cathédrale de Paris demande la protection de Gontran pour elle et son fils Clotaire II, âgé de quatre mois. Le roi de Bourgogne lève une armée et se rend à Paris pour garantir le trône de Neustrie à son neveu contre l'ambition du roi d'Austrasie Childebert II, qui à Meaux, réclame sa part du royaume de Soissons. Clotaire II est proclamé roi de Neustrie à l'âge de quatre mois (fin de règne en 629). Il est élevé à Vitry-en-Artois. Sa mère assure la régence[3].

- 4 octobre : le pape Pélage II informe Grégoire à Constantinople des événements qui se déroulent en Italie et le charge de demander des secours à l'empereur contre les Lombards[5]. Première mention dans cette lettre de l’exarque de Ravenne[6]. Maurice envoie Smaragdus à Ravenne avec une armée et le titre d'exarque[7]. L’exarque, armé de pouvoirs illimités, dispose cependant d’effectifs insuffisants pour lutter contre les Lombards[8].

- Décembre : Gondovald parvient à soulever les seigneurs d’Aquitaine se fait proclamer roi à Brive par élévation sur le pavois. Mais à l’annonce de l'avènement de Clotaire II, fils de Chilpéric, il est à nouveau abandonné par ses partisans. Il se retire à Comminges où il est trahi et tué (mars 585)[3].

- Création du royaume de Mercie par Creoda[9].
- Le roi des Wisigoths Léovigild, après avoir restauré les murs d'Italica, reprend Séville abandonnée par son fils révolté Herménégild, qui se réfugie à Cordoue, en territoire byzantin, mais est pris peu après[10].

- Rétablissement de la royauté chez les Lombards. Authari est couronné roi des Lombards. Son royaume reste vassal des Francs (fin en 590)[11]. Il reprend la lutte contre Byzance et menace Ravenne, qui est sauvée par l’intervention de la flotte impériale[8].

- Incendie de Bourges[12].
- Peste à Narbonne et Albi[13].

## Naissances en 584
- Clotaire II (584-629), fils de Chilpéric Ier et de Frédégonde, roi de Neustrie (584-613), puis roi des Francs (613 - 629).

## Décès en 584
- Brude mac Maelchon, roi des Pictes depuis 556.
- Chilpéric Ier, roi des Francs depuis 561.